# K Panzerkampfwagen

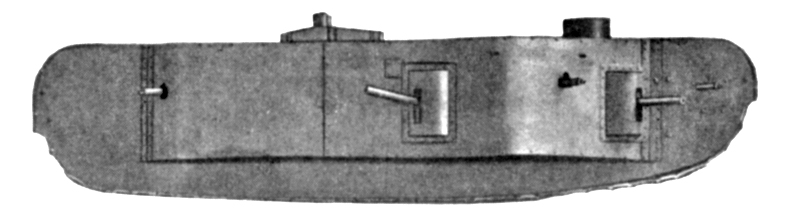
El "K" Panzerkampfwagen (el davant del vehicle és la part dreta de la imatge)

El Großkampfwagen o "K-Wagen" (més curt com a G.K.-Wagen) va ser un tanc superpesant alemany, hi va haver dos prototips fins al final de la Primera Guerra Mundial.